# Wayne Riddell
Wayne Kerr Riddell CM (* 10. September 1936 in Lachute/Québec; † 6. November 2022) war ein kanadischer Organist, Dirigent und Musikpädagoge.

## Leben und Wirken
Wayne Riddell studierte an der McGill University bei Juliette Rodrigue und Kenneth Gilbert und wirkte danach als Organist und Chordirigent an verschiedenen Kirchen Montreals. Von 1972 bis 1986 war er Musikdirektor der Church of St. Andrew and St. Paul, mit deren Chor er vier Langspielplatten aufnahm. In einer langjährigen Reihe führte er Oratorien von Bach, Händel, Mozart, Haydn, Mendelssohn, Brahms, Fauré und Duruflé auf. Der Chor erhielt 1980 den Healey Willan Prize. Außerdem wirkte Riddell als Chorleiter der Montreal Symphony.
Er unterrichtete am Marianopolis College und wurde 1969 Chorleiter und Vizepräsident der Fakultät für Schulmusik der McGill University. 1962 gründete er die Tudor Singers of Montreal, die er bis 1986 leitete. Er unternahm mit dem Chor Tourneen durch die USA und Europa und spielte Aufnahmen für die CBC und Schallplatten ein. 
1988 dirigierte Riddell den National Youth Choir der Association of Canadian Choral Conductors sowie den Ontario Youth Choir.  Im gleichen Jahr wurde er mit dem Order of Canada ausgezeichnet, 1992 folgte der Distinguished Service Award der Association of Canadian Choral Conductors.

## Diskografie
- Jubilate, 1978
- Noël Nouvelet, 1979
- Te Deum, 1980
- Magnificat, 1984